# Art nouveau à Gand
Gand est une ville de Belgique en région flamande comptant de nombreux immeubles de style Art nouveau.

## Implantation

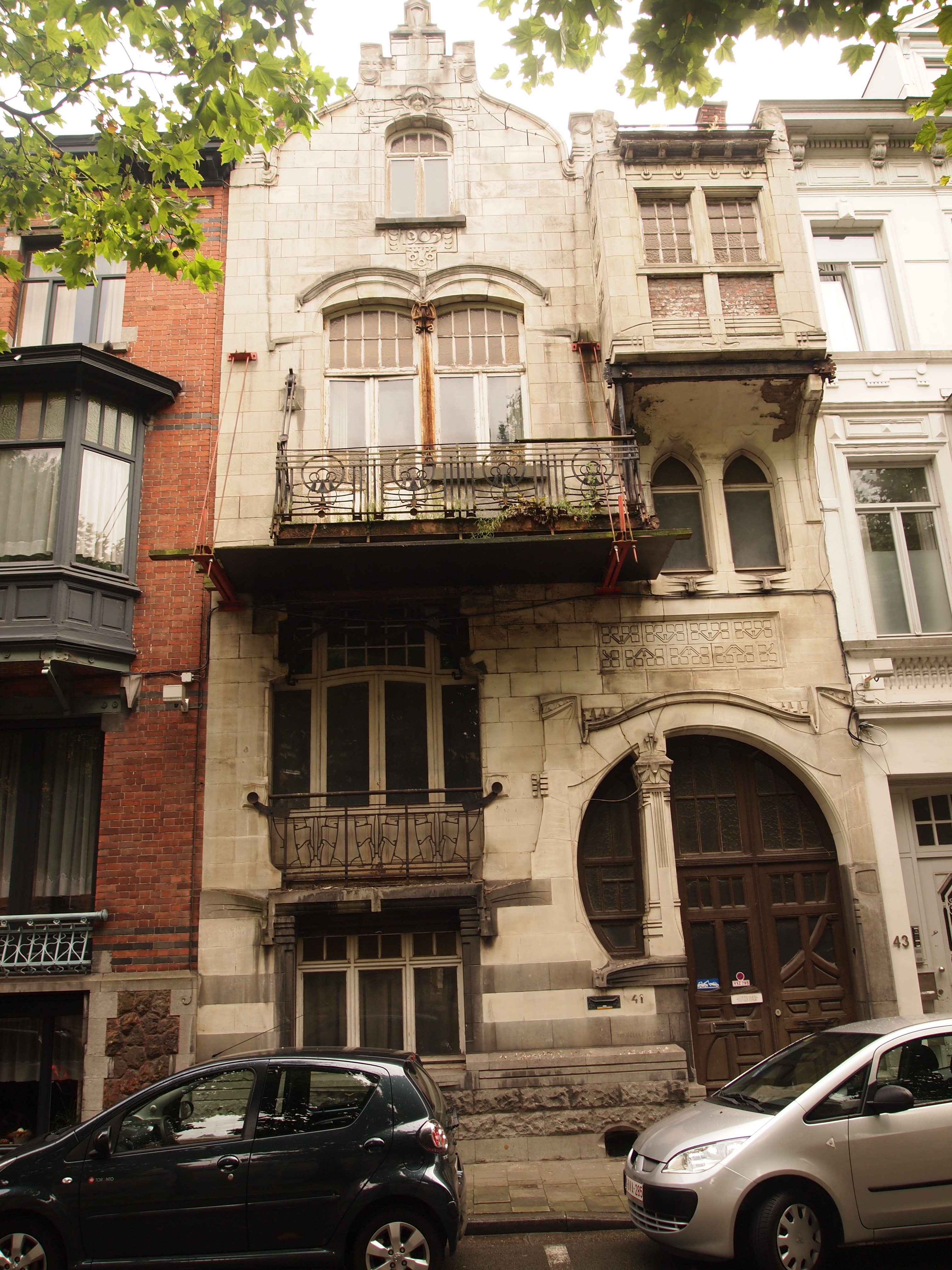
Maison Van Hoecke-Dessel

Moins connue et moins réputée du point de vue de l'Art nouveau que ses voisines anversoise et surtout bruxelloise, la ville de Gand peut s'enorgueillir de posséder plusieurs maisons et immeubles de style Art nouveau ou du moins en comportant certains éléments significatifs.
Au début du XXe siècle, deux architectes gantois sont parmi les plus prolifiques pour réaliser dans leur ville des constructions de style Art nouveau. L'un d'eux, Géo Henderick (1879-1957) réalise ses immeubles dans un style assez sobre et proche du courant de la Sécession viennoise. L'autre architecte est Achiel Van Hoecke-Dessel (1871-1918) dont la maison personnelle (Maison Van Hoecke-Dessel) réalisée en collaboration avec Géo Henderick est considérée comme un des immeubles les plus représentatifs de l'Art nouveau de la ville Gand.
Si plusieurs façades gantoises furent réalisées dans un pur style Art nouveau, il n'en va pas de même pour de nombreuses autres constructions qui incorporent certains éléments de style Art nouveau dans des façades de styles néo-classique ou éclectique.

## Principales réalisations Art nouveau à Gand
Liste non exhaustive des immeubles de style Art nouveau ou en comportant certains éléments.
- Belfortstraat no 3-5, Léon De Keyser
- Biezekapelstraat no 1, 1901
- Charles de Kerchovelaan no 283, Achiel Van Hoecke-Dessel
- Fortlaan no 17
- Frans Rensstraat no 31, E. De Weerdt, 1907
- Frans Spaestraat no 24
- Gebroeders Vandeveldestraat no 54
- Gebroeders Vandeveldestraat no 119, 1910
- Gewad no 26, Bernard Van Heule, 1907
- Kattenberg no 39-49, Achiel Van Hoecke-Dessel, 1904
- Kunstlaan no 16-20, Achiel Van Hoecke-Dessel, 1902
- Kunstlaan no 23,25,27,29
- Kunstlaan no 41, Maison Van Hoecke-Dessel,  Achiel Van Hoecke-Dessel , 1903
- Parklaan no 5 à 23
- Parklaan no 39
- Prinses Clementinalaan no 20
- Prinses Clementinalaan no 45-51, Léon De Keyser, 1908
- Prinses Clementinalaan no 53, Villa Clémentine, Léon De Keyser, 1907
- Prinses Clementinalaan no 86, Villa Élisabeth, Léon De Keyser, 1909
- Prinses Clementinalaan n° 123-127, Léon De Keyser, 1908
- Prinses Clementinalaan no 173
- Sint-Annastraat no 103, Richard Goetgeluck, 1908
- Sint-Lievenslaan no 258, Achiel Van Hoecke-Dessel, 1903
- Terneuzenlaan no 41,42,43,44, Géo Henderick, 1910
- Terneuzenlaan no 46-48, cité ouvrière, Géo Henderick, 1910
- Visserij no 167, Huis De Taeye, 1898
- Visserij no 169-170, Huis Dael, 1908